# Нарын (Заиграевский район)
Нары́н (бур. Нарин — узкий, тонкий) — улус в Заиграевском районе Бурятии. Входит в сельское поселение «Верхнеилькинское».

## География
Улус расположен по южной стороне Кижингинского тракта (региональная автодорога 03К-010) в 14 км к востоку от центра сельского поселения — села Ташелан, на правом берегу реки Ильки при впадении речки Нарын.

## Население
| 2002 | 2010 |
| ---- | ---- |
| 198  | ↗219 |

## Экономика
Население улуса занято традиционным животноводством.